# سمعان المكابي
سمعان المكابي (بالعبرية: שמעון התסי) (- 135 ق م)، هو الابن الثاني لمتتيا الكاهن، ويعتبر أول الملوك الفعليين من السلالة الحشمونية.

## تاريخه

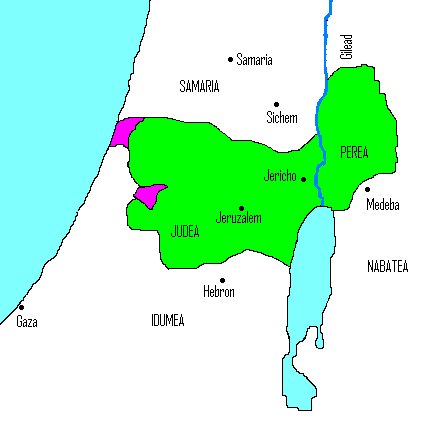
مملكة الحشمونيين في عهد سمعان المكابي
الوضع سنة 143 ق م

لعب سيمون دوراً بارزاً في التمرد اليهودي ضد الإمبراطورية السلوقية تحت قيادة إخوته يهوذا المكابي ويوناثان المكابي. وبعد موت يهوذا وأسر يوناثان لعب سمعان الدور الرئيسي في الثورة. أرسله يهوذا على رأس ثلاثة آلاف من الرجال لاستنقاذ اليهود الذين في الجليل، وانطلق هو ويوناثان إلى جلعاد. فانطلق سمعان ورجاله إلى الجليل ونجح في مهمته. كما اشترك في المعركة التي دارت حول بيت حجلة ضد بكيديس، وانهزم فيها بكيديس حوالي 156 ق.م، وكذلك في الحملة ضد أبلونيوس، وفي الصراع بين تريفون وديمتريوس الثاني.
عَّين أنطيوخوس السادس سمعان «قائدًا من عقبة صور إلى حدود مصر»، وبعد أن تمكن تريفون من أسر يوناثان في بطلمايس، أصبح سمعان القائد المعترف به، وقام سمعان بإعادة بناء حصون اليهودية، واستولى على غزة وعلى قلعة أورشليم، وجعل من يافا ميناء بحريًا.
أوقف سمعان الجنرال السلوقي ديودوتس تريفون الذي كان يحاول دخول البلاد والاستيلاء على عرش سوريا. عقد سمعان معاهدة مع الملك السلوقي ديمتريوس الثاني، وأُعفي من الضرائب، وكان ذلك اعترافًا ضمنيًا بالاستقلال السياسي للحشمونيين. لقي سمعان حتفه غدرًا على يد بطلماوس بن أبوبس، صهر سمعان الذي طمع في السلطة، وسعى إلى اغتيال سمعان وكل أسرته. فدعا سمعان وأبناءه إلى وليمة في حصن «دوق» بالقرب من أريحا، وهناك قتل سمعان وابنيه متتيا ويهوذا غدرًا، ولكن ابنه الثالث يوحنا هرب وأصبح رأسًا للأسرة الحشمونية.